# Diócesis de Tágum
La diócesis de Tágum (en latín: Dioecesis Tagamna, en inglés: Roman Catholic Diocese of Tagum y en cebuano: Diyosesis sa Tagum) es una circunscripción eclesiástica de la Iglesia católica en Filipinas. Se trata de una diócesis latina, sufragánea de la arquidiócesis de Dávao. Desde el 7 de abril de 2018 su obispo es Medel Sacay Aseo.

## Territorio y organización
La diócesis tiene 8129 km² y extiende su jurisdicción sobre los fieles católicos de rito latino residentes en las provincias de Dávao del Norte (excepto el municipio de Samal) y Dávao de Oro en la región de Dávao en la isla de Mindanao.
La sede de la diócesis se encuentra en la ciudad de Tágum, en donde se halla la Catedral de Cristo Rey.
En 2020 en la diócesis existían 68 parroquias.

## Historia
La prelatura territorial de Tágum fue erigida el 13 de enero de 1962.
El 11 de octubre de 1980 la prelatura territorial fue elevada a diócesis con la bula Qui in Beati Petri del papa Juan Pablo II.
El 16 de febrero de 1984 cedió una parte de su territorio para la erección de la diócesis de Mati mediante la bula Episcopus Tagamnus del papa Juan Pablo II.

## Estadísticas
Según el Anuario Pontificio 2021 la diócesis tenía a fines de 2020 un total de 1 574 390 fieles bautizados.
| Año                                                                             | Población            | Población | Población      | Sacerdotes | Sacerdotes    | Sacerdotes    | Bautizados por sacerdote | Diáconos permanentes | Religiosos | Religiosos | Parroquias |
| Año                                                                             | Bautizados católicos | Total     | % de católicos | Total      | Clero secular | Clero regular | Bautizados por sacerdote | Diáconos permanentes | Varones    | Mujeres    | Parroquias |
| ------------------------------------------------------------------------------- | -------------------- | --------- | -------------- | ---------- | ------------- | ------------- | ------------------------ | -------------------- | ---------- | ---------- | ---------- |
| 1970                                                                            | 490 000              | 565 000   | 86.7           | 76         | 41            | 35            | 6447                     |                      | 36         | 60         | 22         |
| 1980                                                                            | 691 000              | 860 000   | 80.3           | 34         | 21            | 13            | 20 323                   |                      | 18         | 83         | 23         |
| 1990                                                                            | 781 000              | 891 000   | 87.7           | 41         | 37            | 4             | 19 048                   |                      | 9          | 69         | 19         |
| 1999                                                                            | 995 000              | 1 381 129 | 72.0           | 64         | 62            | 2             | 15 546                   |                      | 6          | 97         | 21         |
| 2000                                                                            | 995 016              | 1 381 145 | 72.0           | 66         | 66            |               | 15 076                   |                      | 2          | 99         | 23         |
| 2001                                                                            | 1 035 114            | 1 422 579 | 72.8           | 77         | 77            |               | 13 443                   |                      | 2          | 88         | 26         |
| 2002                                                                            | 1 106 332            | 1 576 282 | 70.2           | 76         | 76            |               | 14 557                   |                      | 1          | 110        | 30         |
| 2003                                                                            | 1 106 481            | 1 576 559 | 70.2           | 77         | 75            | 2             | 14 369                   |                      | 2          | 116        | 30         |
| 2004                                                                            | 1 106 500            | 1 577 000 | 70.2           | 78         | 75            | 3             | 14 185                   |                      | 3          | 123        | 30         |
| 2010                                                                            | 1 203 568            | 1 738 000 | 69.3           | 95         | 93            | 2             | 12 669                   |                      | 2          | 109        | 39         |
| 2014                                                                            | 1 431 000            | 1 595 000 | 89.7           | 100        | 97            | 3             | 14 310                   |                      | 3          | 120        | 27         |
| 2017                                                                            | 1 503 040            | 1 751 935 | 85.8           | 122        | 118           | 4             | 12 320                   |                      | 4          | 102        | 48         |
| 2020                                                                            | 1 574 390            | 1 835 000 | 85.8           | 109        | 106           | 3             | 14 443                   |                      | 8          | 107        | 68         |
| Fuente: Catholic-Hierarchy, que a su vez toma los datos del Anuario Pontificio. |                      |           |                |            |               |               |                          |                      |            |            |            |

## Episcopologio
- Joseph William Regan, M.M. † (1 de febrero de 1962-16 de mayo de 1980 retirado)
- Pedro Rosales Dean (23 de julio de 1980-12 de octubre de 1985 nombrado arzobispo de Palo)
- Wilfredo Dasco Manlapaz (31 de enero de 1986-7 de abril de 2018 retirado)
- Medel Sacay Aseo, desde el 7 de abril de 2018.